# بيليرفوينن
بيليرفوينن (بالإنجليزية: Pelleryoinen)‏ رب إنبات في أساطير فنلندا صغير. يحرس الحقول والمحصول.